# ビクトー・ベウフォート
ヴィトー・ベウフォート（Vítor Belfort、1977年4月1日 - ）は、ブラジルの元総合格闘家。リオデジャネイロ州出身。アメリカ合衆国フロリダ州ボカラトン在住。サンフォードMMA所属。元UFC世界ライトヘビー級王者。元Cage Rage世界ライトヘビー級王者。UFC殿堂入り。
1990年代から2010年代まで、約20年に渡って総合格闘技の第一線で活躍し、ブラジルにおける人気選手の一人であった。当時19歳かつキャリア3戦目で総合格闘技のメジャー団体「UFC」のヘビー級トーナメントを制し、2004年にはUFCライトヘビー級王座を獲得した。

## 来歴
リオデジャネイロ州でフランス系ブラジル人の父親とギリシャ系ブラジル人の母親との間に生まれた。
カーウソン・グレイシーの下でブラジリアン柔術を始め、カーウソンが養子縁組を申し込んだほどの才能があったという。

### UFC
1997年2月7日、19歳でUFC初参戦となったUFC 12でヘビー級トーナメントを制したことで、「ザ・フェノム」（天才）のニックネームで呼ばれることとなった。
1997年5月30日、UFC 13でタンク・アボットと対戦し、スタンドでアボットを殴り倒すとグラウンドのパウンド連打で開始52秒でTKO勝ち。
1997年10月17日、UFC 15のUFCヘビー級王座挑戦者決定戦でランディ・クートゥアと対戦し、クートゥアのクリンチテクニックにボクシングを封じられTKO負け。
1998年10月16日、UFC Brazilでヴァンダレイ・シウバと対戦し、前進しながらのスタンドパンチ連打で開始44秒でTKO勝ち。

### PRIDE
1999年4月29日、PRIDE初参戦となったPRIDE.5で桜庭和志と対戦し、判定負け。しかし、その後ギルバート・アイブルやヒース・ヒーリングといった強豪を撃破。
2001年、所属していたブラジリアン・トップチームをトラブルで離脱した。
2002年6月22日、ライトヘビー級に転向し、UFC復帰戦となったUFC 37.5でチャック・リデルに判定負け。
2004年1月31日、UFC 46のUFC世界ライトヘビー級タイトルマッチでランディ・クートゥアと対戦し、開始49秒でクートゥアが目の上をカットして、レフェリーストップによるTKO勝ちを収め王座獲得に成功した。再戦となった8月21日のUFC 49でクートゥアに3R終了時ドクターストップでTKO負け。リベンジを許し、王座陥落した。
2005年2月5日、UFC 51でティト・オーティズに判定負け。UFC契約最後の試合であったが再契約をせずUFCを離脱した。
2005年4月23日、PRIDE GRANDPRIX 2005 開幕戦のミドル級（-93kg）グランプリ1回戦でアリスター・オーフレイムと対戦し、フロントチョークで一本負け。
2006年4月11日、プロボクシングデビューを果たし、KO勝利で初陣を飾った。
2006年10月21日、アメリカで開催されたPRIDE.32でダン・ヘンダーソンと対戦し、0-3の判定負け。試合後の薬物検査で4-ヒドロキシテストステロンの陽性反応が検出され、ネバダ州アスレチック・コミッションから9か月間の出場停止処分と1万ドルの罰金を受けた。
2007年9月22日、Cage Rage世界ライトヘビー級タイトルマッチでジェームス・ジキックと対戦し、3-0の判定勝ちを収め王座獲得に成功した。骨折した状態で試合を行っていたため、10月に骨折の手術を受けた。

### Affliction
2008年7月19日、ミドル級に転向しAffliction旗揚げ戦「Affliction: Banned」に出場。テリー・マーティンと対戦し、2ラウンドにパンチラッシュでKO勝ちを収めた。
2009年1月24日、Affliction: Day of Reckoningでマット・リンドランドと対戦し、パウンドでKO勝ちを収めた。
2009年8月1日に開催予定であったAffliction: Trilogyに出場予定であったが、大会中止となったため、7月31日にUFCとの再々契約が発表された。

### UFC復帰

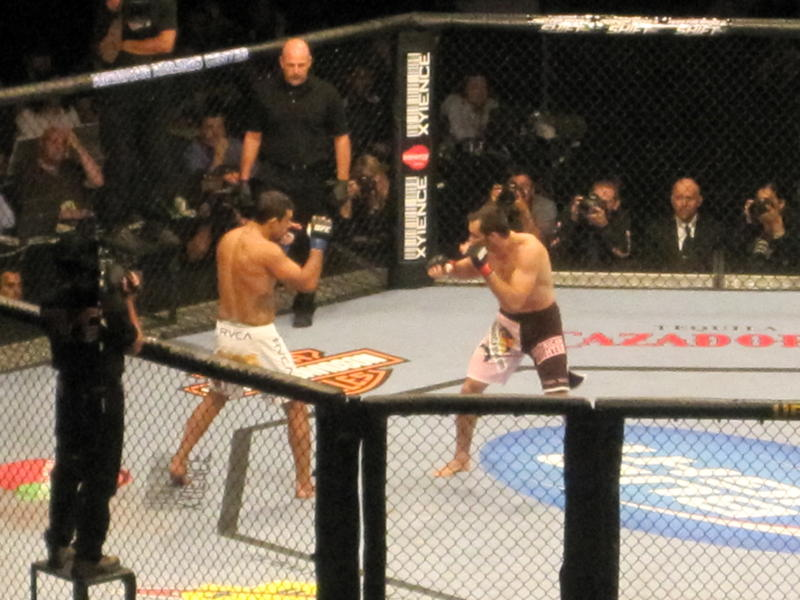
リッチ・フランクリン(右)と対戦するベウフォート(左)

2009年9月19日、UFC 103で元UFC世界ミドル級王者のリッチ・フランクリンと対戦し、1Rにかすめた左フックでダウンを奪い、パウンドでTKO勝ち。ノックアウト・オブ・ザ・ナイトを受賞した。
2011年2月5日、UFC 126のUFC世界ミドル級タイトルマッチで王者アンデウソン・シウバに挑戦するも、1R中盤に左前蹴りでダウンを奪われ追撃のパウンドでKO負けを喫し王座獲得に失敗した。
2011年8月6日、UFC 133で秋山成勲と対戦し、1R序盤に左ストレートでダウンを奪いパンチ連打で追撃し、最後はパウンドで失神KO勝ち。ノックアウト・オブ・ザ・ナイトを受賞した。
2012年1月14日、UFC142でアンソニー・ジョンソンと対戦し、リアネイキドチョークで1R一本勝ち。この試合はジョンソンが11ポンドの体重超過をしたため、ベウフォートの合意により197ポンドのキャッチウェイトバウトとなった。
2012年9月22日、UFC 152でダン・ヘンダーソンが負傷したため、代役としてUFC世界ライトヘビー級王者ジョン・ジョーンズに挑戦。1Rに腕ひしぎ十字固めを極めてタップ寸前まで追い詰めるも、4Rにアメリカーナ・アームロックで一本負けを喫し王座獲得に失敗した。試合後、ベウフォートは「試合前の練習中に手を骨折しており、治り切らないまま出場してジョーンズと戦っていた」と語った。
2013年1月19日、UFC on FX 7でマイケル・ビスピンと対戦し、左ハイキックでダウンを奪いパウンドで2RTKO勝ち。試合後にベウフォートがネバダ州の医師の診断のもとテストステロン補充療法を受け、薬物検査のテストステロン値も正常値の範囲内で検査に合格したことが発表された
。
3月6日にネバダ州アスレチック・コミッションが、今後は「過去にステロイドなど禁止薬物とされるパフォーマンス向上薬を利用した経歴が見られる選手にはテストステロン補充療法の使用免除が降りる可能性が低い」という方針を明らかにした。
2013年5月18日、UFC on FX 8でミドル級ランキング5位の元Strikeforceミドル級王者ルーク・ロックホールドと対戦し、左バックスピンキックでダウンを奪い、追撃のパウンドで1RKO勝ち。ノックアウト・オブ・ザ・ナイトを受賞した。
2013年11月9日、UFC Fight Night: Belfort vs. Hendersonでライトヘビー級ランキング6位のダン・ヘンダーソンと対戦し、左ハイキックで1RKO勝ち。ノックアウト・オブ・ザ・ナイトを受賞し、ヘンダーソンからキャリア初のKO勝利を奪った。また、3試合連続で蹴り技によるKO勝利となった。
2014年2月27日、ネバダ州アスレチック・コミッションがテストステロン補充療法を全面禁止にする事を発表した。これを受けて、ベウフォートはUFC 173でUFC世界ミドル級王者クリス・ワイドマンとのタイトルマッチが決まっていたが、その試合でテストステロン補充療法の使用免除を申請する予定であったため欠場することを決定した。
2014年6月6日、テストステロン補充療法が禁止となる前の2月7日にネバダ州アスレチック・コミッションが行った薬物検査で正常値を超える高濃度のテストステロン値が検出されていた事が発表された。ただしテストステロン補充療法が禁止される前の検査結果なので処分はされなかった。
2014年7月5日、UFC 175でチェール・ソネンと対戦が決定していたが、ソネンの薬物検査失格により試合中止となった。
2015年5月23日、UFC 187のUFC世界ミドル級タイトルマッチで王者クリス・ワイドマンに挑戦。打撃戦で優位に立ったものの、テイクダウンを奪われマウントパンチで1RTKO負けを喫し、王座獲得に失敗した。
2015年11月7日、UFC Fight Night: Belfort vs. Henderson 3でミドル級ランキング12位のダン・ヘンダーソンと3度目の対戦を行い、パウンドで1RKO勝ち。パフォーマンス・オブ・ザ・ナイトを受賞した。この試合でUFCから2万ドルのスポンサー料が支払われたが、ESPNの取材に対してビクトーの妻は「夫はUFCのスポンサー規定変更で数百万ドル失いました」と明かした。
2016年5月14日、UFC 198でミドル級ランキング2位のホナウド・ジャカレイと対戦し、マウントパンチで1RTKO負け。
2016年10月8日、UFC 204でミドル級ランキング9位のゲガール・ムサシと対戦し、パウンドで2RTKO負け。
2017年3月11日、UFC Fight Night: Belfort vs. Gastelumでミドル級ランキング10位のケルヴィン・ガステラムと対戦し、パウンドで1RTKO負け。しかし、その後ドーピング検査でガステラムの体内からマリファナの代謝産物Carboxy-THCの陽性反応が検出されたことを全米アンチ・ドーピング機関（USADA）から通知され、5月7日に試合結果がノーコンテストに変更された。

### 引退
2018年5月12日、UFC 224でミドル級ランキング12位のリョート・マチダと対戦し、左前蹴りでKO負け。この試合をもって現役を引退した。
2019年3月1日、ONE Championshipと契約したことが発表され、2020年4月28日に試合が決まるが、結局1試合も行うこと無くONE Championshipを離脱した。

### ボクシング復帰
2021年9月11日、フロリダ州マイアミのセミノール・ハード・ロック・ホテル & カジノで元WBA・WBC・IBF統一世界ヘビー級・クルーザー級王者イベンダー・ホリフィールドとエキシビジョンボクシングで対戦し、1回TKO勝ち。

## ファイトスタイル
ミドル級屈指のハードパンチャーであり、一撃で相手を沈める左ストレートを武器に幾多の強豪をマットに沈めた。また、ハイキックやスピニングヒールキックなどの蹴り技も得意としている。主に、強烈な打撃にスポットを当てられることが多いが、寝技での攻防においても強さを発揮し、ジョン・ジョーンズを相手に下からの腕ひしぎ十字固めで一本勝ち寸前に追い込んでいる。

## 人物・エピソード
- 姉のプリシラ・ベウフォートが2004年1月9日以降行方不明になっており現在も捜索が続けられている。2007年8月にプリシラの誘拐・殺害に関与したと自供した女とそのグループが逮捕され、遺体を埋めたと供述した場所が捜索されるが何も発見されなかった。
- 2016年2月にスタンフォード大学に合格している[18]。
- ポルトガル語、英語、スペイン語の3カ国語を話すことができる。
- 結婚しており3人の子供がいる。
- サッカー選手のロナウドがマネジメントを担当していた[14]。

## 戦績

### 総合格闘技
| 総合格闘技 戦績 | 総合格闘技 戦績 | 総合格闘技 戦績 | 総合格闘技 戦績 | 総合格闘技 戦績 | 総合格闘技 戦績 | 総合格闘技 戦績 |
| --------------- | --------------- | --------------- | --------------- | --------------- | --------------- | --------------- |
| 41 試合         | (T)KO           | 一本            | 判定            | その他          | 引き分け        | 無効試合        |
| 26 勝           | 18              | 3               | 5               | 0               | 0               | 1               |
| 14 敗           | 7               | 2               | 5               | 0               | 0               | 1               |

| 勝敗 | 対戦相手                 | 試合結果                                    | 大会名                                                                   | 開催年月日     |
| ×    | リョート・マチダ         | 2R 1:00 KO （左前蹴り）                     | UFC 224: Nunes vs. Pennington                                            | 2018年5月12日  |
| ○    | ネイサン・マーコート     | 5分3R終了 判定3-0                           | UFC 212: Aldo vs. Holloway                                               | 2017年6月3日   |
| －   | ケルヴィン・ガステラム   | 1R 3:52 無効試合                            | UFC Fight Night: Belfort vs. Gastelum                                    | 2017年3月11日  |
| ×    | ゲガール・ムサシ         | 2R 2:43 TKO（マウントパンチ）               | UFC 204: Bisping vs. Henderson 2                                         | 2016年10月8日  |
| ×    | ホナウド・ジャカレイ     | 1R 4:38 TKO（マウントパンチ）               | UFC 198: Werdum vs. Miocic                                               | 2016年5月14日  |
| ○    | ダン・ヘンダーソン       | 1R 2:07 KO（パウンド）                      | UFC Fight Night: Belfort vs. Henderson 3                                 | 2015年11月7日  |
| ×    | クリス・ワイドマン       | 1R 2:53 TKO（マウントパンチ）               | UFC 187: Johnson vs. Cormier 【UFC世界ミドル級タイトルマッチ】           | 2015年5月23日  |
| ○    | ダン・ヘンダーソン       | 1R 1:17 KO（左ハイキック）                  | UFC Fight Night: Belfort vs. Henderson                                   | 2013年11月9日  |
| ○    | ルーク・ロックホールド   | 1R 2:32 KO（左バックスピンキック→パウンド） | UFC on FX 8: Belfort vs. Rockhold                                        | 2013年5月18日  |
| ○    | マイケル・ビスピン       | 2R 1:27 TKO（左ハイキック→パウンド）        | UFC on FX 7: Belfort vs. Bisping                                         | 2013年1月19日  |
| ×    | ジョン・ジョーンズ       | 4R 0:54 V1アームロック                      | UFC 152: Jones vs. Belfort 【UFC世界ライトヘビー級タイトルマッチ】       | 2012年9月22日  |
| ○    | アンソニー・ジョンソン   | 1R 4:49 リアネイキドチョーク                | UFC 142: Aldo vs. Mendes                                                 | 2012年1月14日  |
| ○    | 秋山成勲                 | 1R 1:52 KO（左ストレート→パウンド）         | UFC 133: Evans vs. Ortiz                                                 | 2011年8月6日   |
| ×    | アンデウソン・シウバ     | 1R 3:29 KO（左前蹴り→パウンド）             | UFC 126: Silva vs. Belfort 【UFC世界ミドル級タイトルマッチ】             | 2011年2月5日   |
| ○    | リッチ・フランクリン     | 1R 3:02 TKO（左フック→パウンド）            | UFC 103: Franklin vs. Belfort                                            | 2009年9月19日  |
| ○    | マット・リンドランド     | 1R 0:37 KO（左ストレート→パウンド）         | Affliction: Day of Reckoning                                             | 2009年1月24日  |
| ○    | テリー・マーティン       | 2R 3:12 KO（スタンドパンチ連打）            | Affliction: Banned                                                       | 2008年7月19日  |
| ○    | ジェームス・ジキック     | 5分3R終了 判定3-0                           | Cage Rage 23: Umbelievable 【Cage Rage世界ライトヘビー級タイトルマッチ】 | 2007年9月22日  |
| ○    | アイヴァン・セラティ     | 1R 3:47 TKO（パウンド）                     | Cage Rage 21: Judgement Day                                              | 2007年4月21日  |
| ×    | ダン・ヘンダーソン       | 5分3R終了 判定0-3                           | PRIDE.32 "THE REAL DEAL"                                                 | 2006年10月21日 |
| ○    | 高橋義生                 | 1R 0:36 KO（左フック）                      | PRIDE 無差別級グランプリ 2006 2nd ROUND                                  | 2006年7月1日   |
| ×    | アリスター・オーフレイム | 5分3R終了 判定0-3                           | Strikeforce: Revenge                                                     | 2006年6月9日   |
| ○    | アントニー・レア         | 2R 1:30 KO（パンチ連打）                    | Cage Rage 14: Punishment                                                 | 2005年12月3日  |
| ×    | アリスター・オーフレイム | 1R 9:36 フロントチョーク                    | PRIDE GRANDPRIX 2005 開幕戦 【ミドル級グランプリ 1回戦】                 | 2005年4月23日  |
| ×    | ティト・オーティズ       | 5分3R終了 判定1-2                           | UFC 51: Super Saturday                                                   | 2005年2月5日   |
| ×    | ランディ・クートゥア     | 3R終了時 TKO（ドクターストップ）            | UFC 49: Unfinished Business 【UFC世界ライトヘビー級タイトルマッチ】      | 2004年8月21日  |
| ○    | ランディ・クートゥア     | 1R 0:49 TKO（カット）                       | UFC 46: Supernatural 【UFC世界ライトヘビー級タイトルマッチ】             | 2004年1月31日  |
| ○    | マービン・イーストマン   | 1R 1:10 TKO（膝蹴り→パウンド）              | UFC 43: Meltdown                                                         | 2003年6月6日   |
| ×    | チャック・リデル         | 5分3R終了 判定0-3                           | UFC 37.5: As Real As It Gets                                             | 2002年6月22日  |
| ○    | ヒース・ヒーリング       | 3R（10分/5分/5分）終了 判定3-0              | PRIDE.14                                                                 | 2001年5月27日  |
| ○    | ボビー・ソースワース     | 1R 4:09 スリーパーホールド                  | PRIDE.13                                                                 | 2001年3月25日  |
| ○    | 松井大二郎               | 10分2R終了 判定6-0                          | PRIDE.10                                                                 | 2000年8月27日  |
| ○    | ギルバート・アイブル     | 10分2R終了 判定6-0                          | PRIDE.9                                                                  | 2000年6月4日   |
| ×    | 桜庭和志                 | 10分2R終了 判定0-4                          | PRIDE.5                                                                  | 1999年4月29日  |
| ○    | ヴァンダレイ・シウバ     | 1R 0:44 TKO（スタンドパンチ連打）           | UFC Brazil: Ultimate Brazil                                              | 1998年10月16日 |
| ○    | ジョー・チャールズ       | 1R 4:04 腕ひしぎ十字固め                    | UFC Japan: Ultimate Japan                                                | 1997年12月21日 |
| ×    | ランディ・クートゥア     | 1R 8:17 TKO（パウンド）                     | UFC 15: Collision Course                                                 | 1997年10月17日 |
| ○    | タンク・アボット         | 1R 0:53 TKO（パウンド）                     | UFC 13: The Ultimate Force                                               | 1997年5月30日  |
| ○    | スコット・フェローゾ     | 1R 0:43 TKO（パウンド）                     | UFC 12: Judgement Day 【ヘビー級トーナメント 決勝】                      | 1997年2月7日   |
| ○    | トレイ・テリグマン       | 1R 1:17 TKO（カット）                       | UFC 12: Judgement Day 【ヘビー級トーナメント 1回戦】                     | 1997年2月7日   |
| ○    | ジョン・ヘス             | 1R 0:12 KO（パンチ連打）                    | SuperBrawl 2                                                             | 1996年10月11日 |

### プロボクシング
| プロボクシング 戦績 | プロボクシング 戦績 | プロボクシング 戦績 | プロボクシング 戦績 | プロボクシング 戦績 | プロボクシング 戦績 | プロボクシング 戦績 |
| ------------------- | ------------------- | ------------------- | ------------------- | ------------------- | ------------------- | ------------------- |
| 2 試合              | (T)KO               | 判定                | その他              | 引き分け            | 無効試合            |                     |
| 2 勝                | 1                   | 1                   | 0                   | 0                   | 0                   |                     |
| 0 敗                | 0                   | 0                   | 0                   | 0                   | 0                   |                     |

| 戦           | 日付          | 勝敗 | 時間    | 内容    | 対戦相手             | 国籍     | 備考           |
| ------------ | ------------- | ---- | ------- | ------- | -------------------- | -------- | -------------- |
| 1            | 2006年4月11日 | ☆    | 1R 1:01 | KO      | ジョゼマリオ・ネベス | ブラジル | プロデビュー戦 |
| 2            | 2023年4月1日  | ☆    | 6R      | 判定3-0 | ホナウド・ジャカレイ | ブラジル |                |
| テンプレート |               |      |         |         |                      |          |                |

### エキシビジョンボクシング
| 戦           | 日付          | 勝敗 | 時間    | 内容 | 対戦相手                   | 国籍           | 備考 |
| ------------ | ------------- | ---- | ------- | ---- | -------------------------- | -------------- | ---- |
| 1            | 2021年9月11日 | 勝利 | 1R 1:49 | TKO  | イベンダー・ホリフィールド | アメリカ合衆国 |      |
| テンプレート |               |      |         |      |                            |                |      |

## 獲得タイトル
- UFC 12ヘビー級トーナメント 優勝（1997年）
- ADCC 2001 無差別級 3位（2001年）
- 第4代UFC世界ライトヘビー級王座（2004年）
- 第5代Cage Rage世界ライトヘビー級王座（2007年）

## 表彰
- UFC ノックアウト・オブ・ザ・ナイト（5回）
- UFC パフォーマンス・オブ・ザ・ナイト（1回）
- UFC殿堂入り（2025年）